# Banda dels lionesos
La banda dels lionesos (en francès, le gang des Lyonnais) fou una banda de malfactors francesos que protagonitzà una trentena d'atracaments a mà armada, principalment a la regió de Lió, entre 1967 i 1977. A la seva època va ser coneguda també per la policia com a la banda de les bates blaves (gang des Blouses bleues), la banda de les Estafettes (gang des Estafettes, pel model de furgoneta que solien emprar, la Renault Estafette) o la banda dels immigrants (gang des Métèques).
Formada per un nucli dur de vuit individus, aquesta banda va acumular un important botí per mitjà d'unes operacions curosament preparades, la més notable de les quals segueix sent l'anomenat "atracament del segle" a l'edifici de correus d'Estrasburg de 1971. S'ha sospitat també que la banda podria haver participat en l'assassinat del jutge François Renaud a Lió el 1975. Algunes fonts donen compte de la pertinença d'un dels seus membres al Service d'action civique (SAC) i indiquen que part del botí de l'atracament d'Estrasburg podria haver estat emprat per a finançar en secret un partit polític de dretes. Tanmateix, aquests supòsits no s'han pogut demostrar mai.

## Composició i accions

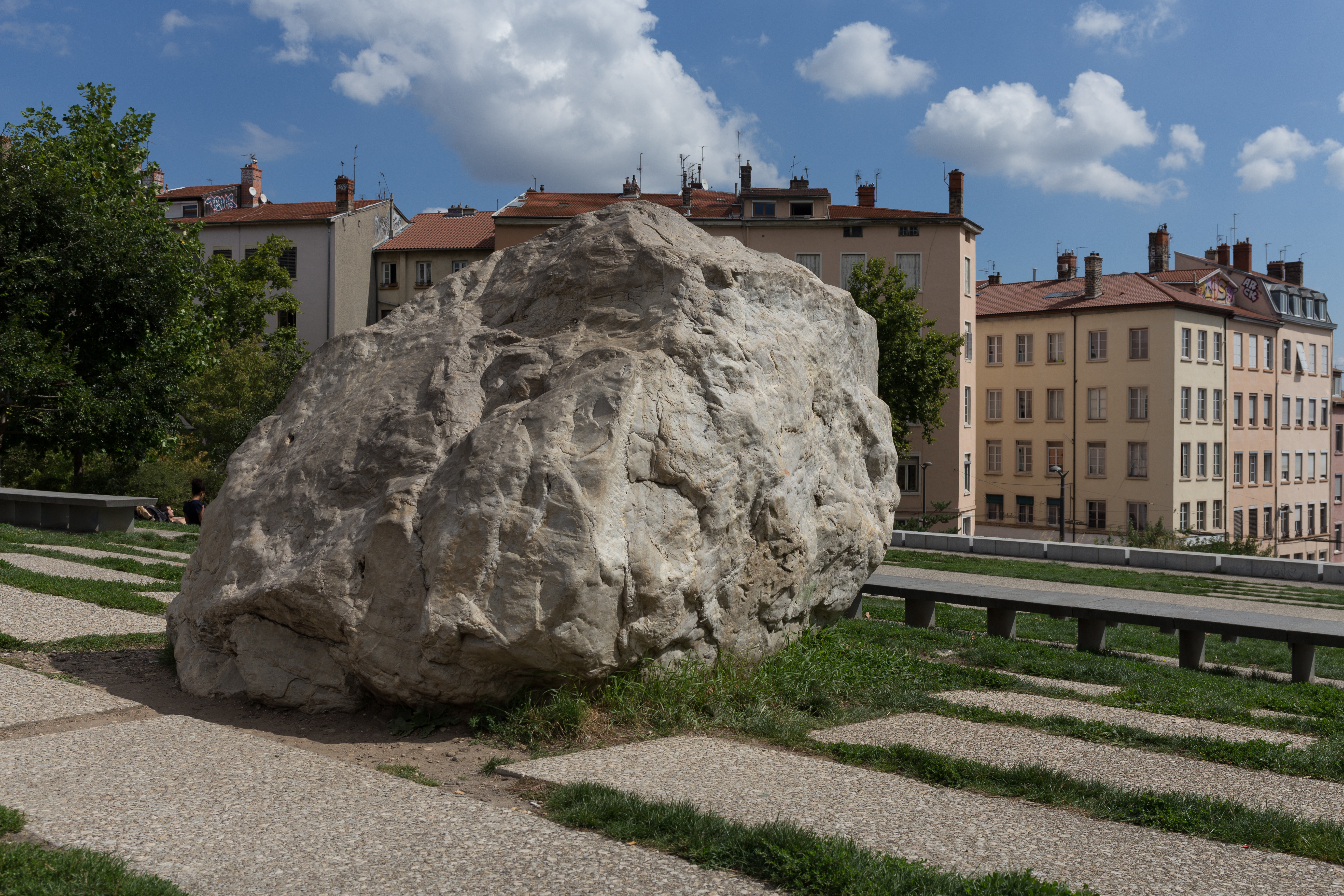
El Gros Caillou, al 1r districte de Lió

A finals de la dècada del 1960, Pierre Pourrat, de quaranta anys, que vivia aleshores de l'assistència pública i havia passat per diversos reformatoris i la presó, va ser introduït en el món del bandolerisme de Lió per Pierre Rémond, qui ja gaudia d'una sòlida reputació dins la "banda del Gros Caillou". El 1969, aquesta banda va ser parcialment desmantellada durant les operacions realitzades conjuntament per la policia espanyola i la francesa, cosa que posà fi a una llarga campanya de robatoris a mà armada. Rémond va resultar mort a trets durant l'intent de detenció en un cafè del barri d'Ainay, a la Presqu'île de Lió.
Pourrat, sense alterar-se per l'operació policial, va mirar ràpidament de fundar el seu propi "equip". Començà associant-se a Joanny Chavel, d'uns trenta anys i ja implicat en el crim organitzat, qui acabava de trencar la seva vinculació amb un personatge del sector, Claude Guerry, convençut que les indiscrecions d'aquest el durien a la perdició.
L'any següent, Chavel va reclutar com a conductor un antic company de presó, Edmond Vidal, conegut com a «Monmon», un membre de la família Vidal de gitanos catalans de Lió que acabava de sortir de la presó i aleshores tenia vora 25 anys. El duet Pourrat-Chavel reclutà també un gàngster molt experimentat i conegut per la seva sang freda, Nicolas Caclamanos, que a més tenia l'avantatge d'estar a prop del padrí de l'hampa lionesa, Jean Augé. Per tal de garantir l'èxit dels seus cops, cada vegada més agosarats, l'equip va créixer a partir de coneguts de Vidal, amb Pierre Zakarian i Michel Silmetzoglu, dos proxenetes notoris, així com Jean-Pierre Gandebœuf i Jean-Pierre Mercarian.
En un cercle més ampli, la banda reclutà fins a quinze persones quan va caldre. La justícia no els va poder vincular tots formalment a la banda, malgrat els vincles familiars, com ara els casos de Robert Gandebœuf i Joseph Vidal. Aquest és també el cas del gàngster Louis Guillaud, conegut com a «la carpe» ('la carpa'), proper a Caclamanos, qui es veié involucrat en un cas de segrest de nens i el nom del qual apareix regularment en el context de l'assassinat del jutge Renaud el 1975.

### Nucli dur
El nucli dur de la banda el formaven vuit individus:
- Pierre Pourrat, àlies «Patrick» o «El Doctor», o fins i tot «El Director», en relació al seu aspecte i la seva edat
- Joanny Chavel, «le gros Jeannot», veterà de la guerra d'Algèria
- Edmond Vidal, «Monmon»
- Nicolas Caclamanos, «Nick el Grec»
- Pierre Zakarian, «Pipo»
- Michel Silmetzoglu, «Michel el Grec»
- Jean-Pierre Gandebœuf, àlies «Christo la guigne» ('la dissort, la malastrugança', pel seu temperament cercabregues)
- Jean-Pierre Mercarian, «Mardir»

### Modus operandi
La banda dels lionesos es caracteritzà per actes de bandolerisme preparats amb rigor quasi militar i amb gran discreció en l'exploració, fent servir qualsevol vehicle ocasional de segona mà, en particular furgonetes "Estafettes" modificades i preparades amb les quals emprenien trajectes atípics minuciosament estudiats durant les seves fugides. Feien servir sobrenoms i de vegades imitaven accents regionals per comunicar-se entre ells.

### Cops atribuïts a la banda dels lionesos

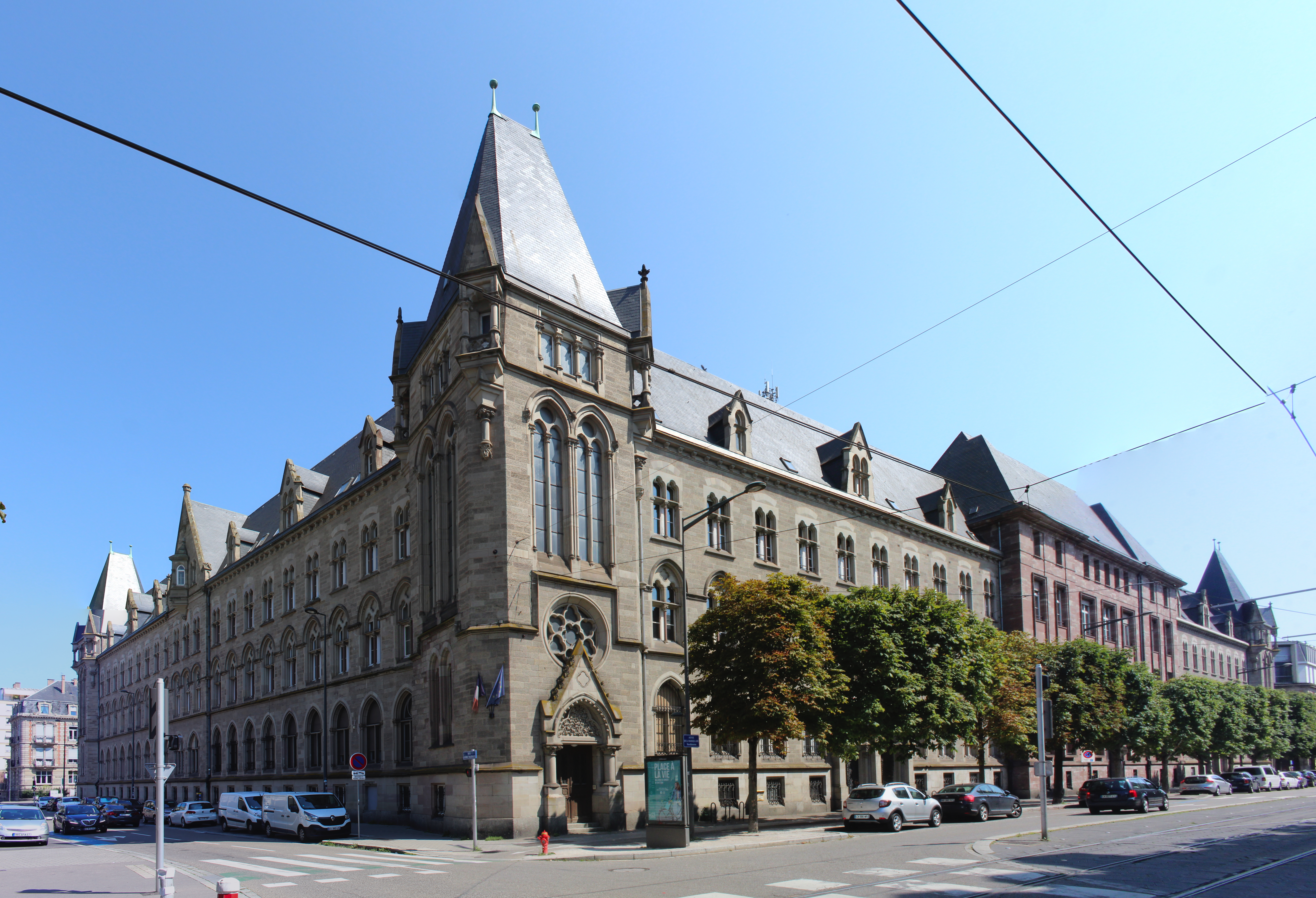
L'oficina de correus d’Estrasburg

Sota la direcció del comissari Pierre Richard, del Service régional de police judiciaire (SRPJ) de Lió, amb el suport de l'Office central pour la répression du banditisme dirigida pel comissari Charles Pellegrini, els investigadors atribueixen a la banda dels lionesos més d'una trentena de robatoris comesos principalment a la regió Roine-Alps, però sense haver-los pogut enxampar mai in fraganti. Entre els més destacats hi ha els següents:
- El dimecres 23 de desembre de 1970, cinc delinqüents disfressats de treballadors municipals de carretera van robar, sota l'amenaça d'armes automàtiques, les furgonetes blindades que acabaven de sortir de l'oficina de correus de Chambéry carregades de sacs de bitllets de banc. El valor del botí s'estima en 2.200.000 francs. Aquest és el primer gran atracament a mà armada atribuït a la banda dels lionesos.[2]
- El dimecres 30 de juny de 1971, cinc delinqüents vestits amb llargues bates grises van irrompre a l'oficina de correus d'Estrasburg abans de l'arribada de les furgonetes blindades, que només eren escortades per la Policia Nacional francesa a la via pública, i les van robar sota l'amenaça d'armes automàtiques en un corredor de l'edifici. Els lladres se'n van anar amb vuit sacs que contenien fons corresponents a les pensions, anualitats i sous de diversos milers de persones. El botí fou de 11.680.000 francs nous[Nota 4] (equivalents a més de 12 milions d'euros el 2019).[11] Els diaris titularen l'endemà aquest cop com a l'"atracament del segle". El modus operandi permet vincular-lo amb el sonat robatori de Chambéry, però també amb els de Lagnieu, Roanne, Bourg-en-Bresse, Dole i Vienne.[2][12]
- El dissabte 5 de febrer de 1972, quatre delinqüents van atacar tres furgonetes blindades que acabaven de cobrar ingressos del supermercat Carrefour de Vénissieux. Es produí un intercanvi de trets en què Joanny Chavel resultà greument ferit. El botí fou de 1.500.000 francs.[13] Tres dies després, el jutge Renaud va obrir una investigació judicial contra X per robatori.[12]
- El dissabte 28 d'octubre de 1972, una banda de delinqüents es va introduir a l'oficina de correus de Mulhouse sense espanyar la porta i sense cap testimoni i va buidar amb cura les arques dels 11.708.600 francs nous que contenien, igualant el botí de l'atracament d'Estrasburg. Tots dos casos van ser connectats per la policia, però romanen sense resoldre en la instrucció.[14]
- Altres robatoris importants atribuïts a la banda:
  - Establiments Champiers a Tarare el 31 d'octubre de 1973
  - Société Générale de Chazelles-sur-Lyon cinc dies després
  - Société Générale de Feurs el 10 de desembre del mateix any
  - Crédit Lyonnais de Nevers el 4 d'abril de 1974
  - Banque Populaire de Chalon-sur-Saône el 31 d'octubre del mateix any.[15]

## La fi de la banda

### Incident, informants i indiscrecions

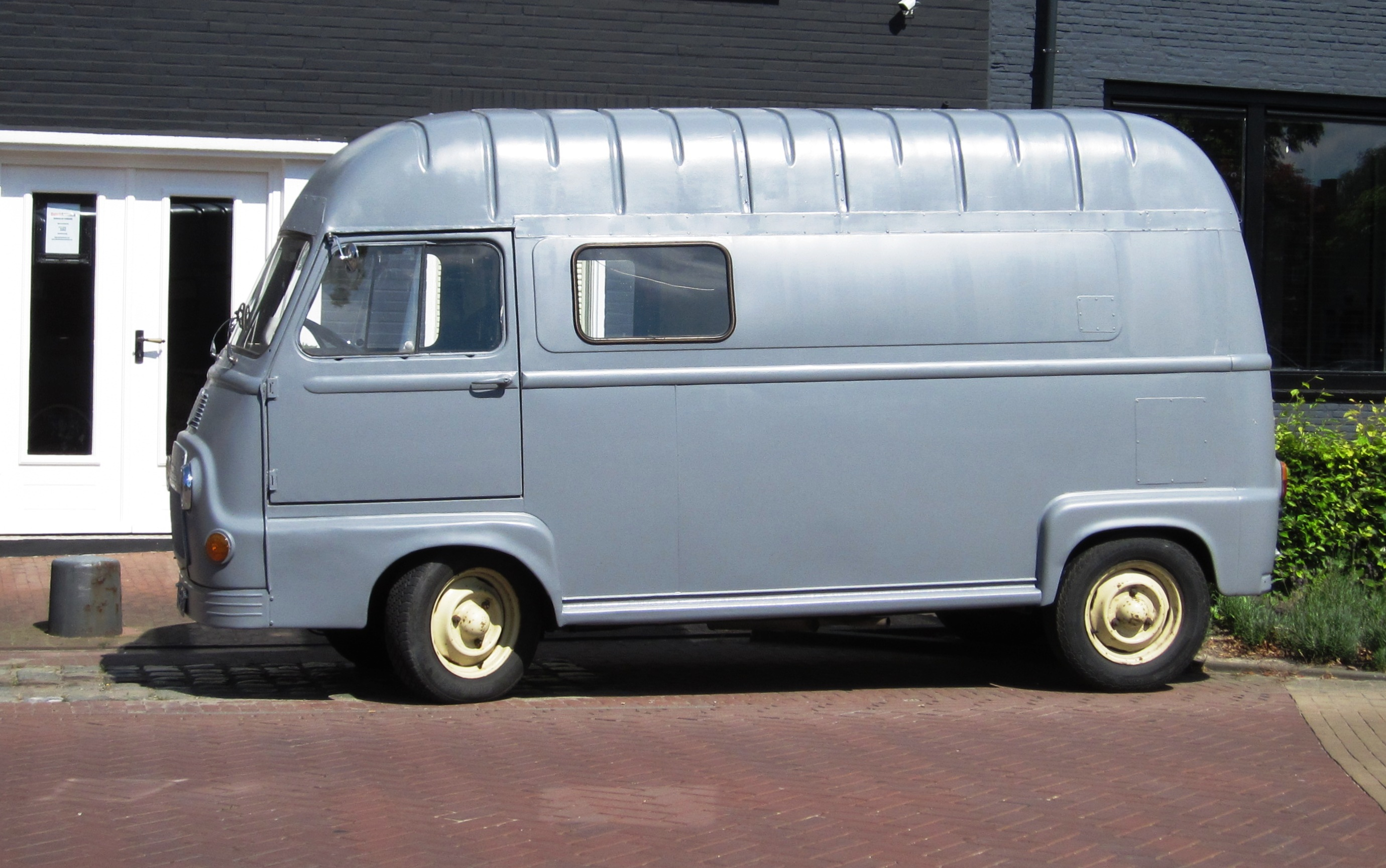
Una Renault Estafette de 1970

El 6 de febrer de 1972, l'endemà del tiroteig al Carrefour de Vénissieux, uns gendarmes de Saint-Priest que feien la seva ronda van notar "una maniobra estranya" en un camí rural prop de Décines-Charpieu: s'estava fent un transbordament entre un BMW i una Renault Estafette. En veure els gendarmes, l'Estafette va fugir. El conductor del BMW va ser detingut i va donar una explicació confusa: s'havia adormit al seu cotxe i no es va adonar de l'Estafette. Els gendarmes el van deixar anar després d'identificar-lo: era Edmond Vidal, un ferroveller de 27 anys. Ja havia tingut seriosos problemes amb la llei en companyia d'un còmplice anomenat Jean-Pierre Gandebœuf. La informació es transmeté immediatament al Groupe de répression du banditisme de l'SRPJ de Lió, dirigit pel comissari Nicolaï. Edmond Vidal va ser posat immediatament sota escolta i vigilància policial. La policia identificà així dos dels seus coneguts que, com ell, duien un tren de vida massa alt per a la seva professió oficial: Pierre Zakarian «Pipo» i Michel Silmetzoglu «El grec».
A partir del 5 d'abril de 1972 es van desencadenar algunes confidències: un informant va cometre una indiscreció vers el comissari Pierre Richard en què va implicar Edmond («Monmon») Vidal i «Pipo» en l'afer del Carrefour de Vénissieux. Al juliol, el comissari Lutz de l'SRPJ d'Estrasburg va recollir les confidències d'un altre informant: el robatori a mà armada de Correus va ser obra del lionès conegut com a «Jeannot», «Monmon» i «Patrick». Monmon era Vidal. Jeannot era Joanny Chavel, documentat a l'expedient sobre bandolerisme. Al mateix temps, un reclús bocamoll permeté identificar Pourrat. Aleshores, els esforços policials es van centrar en l'entorn de Lió, i més concretament en el seguici de Pourrat, realitzant nombroses vigilàncies.
A més a més, semblava que diversos membres del grup vivien molt més enllà de les seves possibilitats. Zakarian i Vidal vivien amb estil, freqüentant els grans restaurants i els famosos establiments d'oci nocturn de la regió de Lió, especialment el casino de Charbonnières-les-Bains. També invertien en béns immobles, com ara un xalet a Chamonix, on se'ls sotmeté a una discreta vigilància. Chavel va comprar el Château de Fléchères, a Fareins, en efectiu i hi organitzava moltes vetllades festives.

### L'assassinat de Jean Augé
L'èxit financer i mediàtic de la banda causà la gelosia de l'hampa de Lió. El padrí, Jean Augé, pensava que la banda estava en deute amb ell després d'haver-los ajudat amb la logística per a l'atracament d'Estrasburg. Els demanà 500.000 francs en préstec per a finançar la compra de droga que després es negà a tornar. El divendres 15 de juny de 1973 va ser assassinat a trets amb bales de gran calibre en un carrer de Caluire-et-Cuire. Aquest assassinat desestabilitzà el món del bandolerisme i provocà una sèrie d'ajustaments de comptes i l'esclat de tensions dins la pròpia banda.

### L'assassinat de Joanny Chavel
En aquest context d'ajustament de comptes, la paranoia s'apoderà de la banda. Chavel confià a Silmetzoglu que pensava que els seus socis el trairien, o fins i tot l'assassinarien. De fet, els seus excessos econòmics preocupaven els seus companys, que van intentar de fer-lo entrar en raó i després el van intimidar. El 18 d'octubre de 1973, Chavel va desaparèixer. Presumiblement víctima d'un assassinat, el seu cos no es va trobar mai (la seva germana va obtenir el reconeixement legal de la seva mort l'any 2010 a través d'una sentència judicial de declaració d'absència). Vidal es convertí aleshores en el cap de la banda.

### Detencions
El 20 de març de 1974, el jutge Renaud va obrir una investigació judicial per conspiració criminal. La policia judicial, que treballa conjuntament amb la gendarmeria a la regió de Lió, gaudia d'un extens cos policial que li permetia de dur a terme nombroses activitats de vigilància. Tot i així, malgrat el seu progrés, els investigadors mai no aconseguiren d'enxampar in fraganti els delinqüents, molt cautes. La banda es va escapolir de l'"Operació Xacal", llançada el 29 de novembre de 1974 pel comissari Richard, malgrat haver mobilitzat una plantilla de 118 policies i gendarmes. L'operació tenia com a objectiu interceptar-los quan tornaven d'un robatori amb el botí al maleter.
El nou govern de Jacques Chirac, format després de l'elecció al maig del nou president Valéry Giscard d'Estaing, volia resultats ràpids que demostressin la seva eficàcia. Segons determinades fonts, Michel Poniatowski, ministre de l'Interior de França, va donar l'ordre de fer detencions al desembre, encara que només fos per raó de pertinença a associació de malfactors. Aquesta informació, però, l'ha desmentida formalment Honoré Gévaudan, en aquell moment responsable d'Afers Penals a la direcció central de la policia judicial, que va supervisar la investigació a l'època. Segons ell: «[..]és oblidar que la direcció de la investigació pertoca només al jutge instructor[..] Un ministre de l'Interior està interessat en casos penals importants, però no intervé en la tàctica de les operacions policials».
El 19 de desembre de 1974 es va detenir una trentena d'homes i dones, tretze dels quals varen ser inculpats. Silmetzoglu va escapar de l'onada de detencions i es va refugiar a Espanya. Amb la complicitat d'un guàrdia, Pourrat va aconseguir fugir de la presó de Valence el 1975, dos anys abans que comencés el judici.

### Condemnes
El judici dels setze delinqüents lionesos va començar el 18 de juny de 1977 al tribunal penal de Lió. Se'ls acusava de vuit atracaments atribuïts a la "banda dels lionesos". Mentrestant, el jutge Renaud havia estat assassinat i la suposada connivència entre la banda, el SAC i el món de la política estava confonent els debats públics. Absents del judici, Chavel i Pourrat van ser condemnats a mort en absència. Mercarian fou condemnat a 5 anys de presó, Silmetzoglu i Robert Gandebœuf a 8 anys, Zakarian i Vidal a 10 anys i Jean-Pierre Gandebœuf a 15.

### Destí dels imputats
- Joanny Chavel fou declarat mort per sentència de declaració d'absència, obtinguda per la seva germana l'any 2010.[17]
- Pierre Pourrat va ser detingut dos anys més tard i es va morir de càncer el 1981, just després d'haver-se beneficiat d'un indult per raons mèdiques.
- Nicolas Caclamanos, refugiat a Espanya (que ja havia estat la seva base segura durant l'època de la banda del Gros Caillou), va ser finalment abatut a trets el 9 de gener de 1989 davant del bar Le Berthelot, a l'avinguda Berthelot de Lió.[20]
- Jacques Grangeon (possible coautor del robatori d'Estrasburg), sospitós de narcotràfic, es va refugiar també a Espanya; des del gener de 1996 vivia a Marbella, on va ser assassinat amb la seva parella Catherine el 5 d'octubre del mateix any. A la seva vil·la, a més d'una gran quantitat de diners, la policia hi va trobar 560 kg d'haixix.[21]
- Jean-Pierre Gandebœuf va continuar dedicant-se a la delinqüència. Del 2000 al 2015 va complir condemna a la presó en relació amb l'"Affaire Topaze", de tràfic de cànnabis. El març de 2016 va ser acusat d'"associació de malfactors" i posat sota investigació judicial per un jutge instructor de la Jurisdicció Interregional Especialitzada de Marsella, acusat d'haver col·laborat en l'organització de tràfic de cocaïna.
- Michel Silmetzoglu, conegut com a «Michel el Grec», va ser trobat mort amb els ossos trencats el 30 de juliol de 1988 als boscos de Bettant.[2][Nota 5]
- Pierre Zakarian s'hauria rehabilitat durant la dècada del 1990, després de nombroses estades a la presó, en el sector del comerç tèxtil. Es va morir d'un tumor cerebral el 1994.
- André Ben Arab, l'únic absolt durant el judici, va ser mort a trets el 22 de juny de 1977 al seu bar Le Chambéry, situat al número 6 de la rue Sainte-Catherine de Lió, que aleshores servia de cobertura per a tota mena d'activitats il·lícites.[22]
- Edmond Vidal va sortir de la presó el juny de 1982, gràcies a la reducció de la pena.[15] Va obrir una botiga tèxtil a Lió i actualment encara hi viu. Per acompanyar l'estrena de la pel·lícula d'Olivier Marchal Les Lyonnais (2011), va publicar el mateix any amb l'editorial Michel Lafon una autobiografia titulada Pour une poignée de cerises: Itinéraire d'un voyou pas comme les autres ('Per un grapat de cireres: Itinerari d'un pinxo com cap altre').[23]
- Louis Guillaud, conegut com a «la Carpe», va ser reconegut per la policia en una gravació telefònica en el cas del segrest del nen Christophe Mérieux (vegeu més avall). Va complir 14 anys de presó dels 20 de la seva condemna per aquest crim. A finals del 2008, aleshores a 78 anys, va matar la parella de la seva filla per aturar les pallisses que aquesta estava rebent i després es va suïcidar.
- Jean-Pierre Marin, sospitós d'haver participat en l'assassinat del jutge Renaud, també estigué implicat en el segrest del nen (vegeu més avall). Va resultar mort durant la seva detenció el 1976.

## Altres casos atribuïts a la banda dels lionesos

### L'assassinat del jutge Renaud
Alguns membres de la banda són sospitosos d'haver participat, el 3 de juliol de 1975, en l'assassinat del jutge François Renaud. Aquell vespre, tres encaputxats van disparar al jutge des d'un cotxe i un d'ells el va assassinar amb cinc trets quan va fugir per amagar-se. Era la primera vegada des de l'ocupació alemanya que un magistrat era assassinat a França. Hi hagué diverses hipòtesis no confirmades sobre els motius i autoria del crim, algunes de les quals apuntaven a la connivència entre el SAC i els baixos fons lionesos. Segons algunes fonts, Jean Schnaebelé (un capitost de Lió, relacionat amb el SAC) hauria ordenar l'assassinat i el cervell n'hauria estat Edmond Vidal (aleshores a la presó), mentre que els autors materials haurien estat Jean-Pierre Marin, Michel Lamouret i Robert Alfani.
Arran del suïcidi de Louis Guillaud, «la Carpe», el 25 de desembre de 2008, es va trobar a casa seva una carta mecanografiada que provaria la seva presència al lloc dels fets i que implica «Un de nosaltres, que anomenarem JMP» (molt probablement, Jean-Pierre Marin, involucrat en el segrest de Christophe Mérieux i mort el 1976). Malgrat tot, el cas havia prescrit el 2004 després de 17 anys d'investigació infructuosa.
L'afer, que va tenir una gran repercussió a França, ha estat recollit en diversos llibres, documentals, monogràfics radiofònics i fins i tot còmics. La pel·lícula El jutge Fayard anomenat el xèrif (Le juge Fayard dit "le Shériff") d'Yves Boisset, estrenada el 1977, s'hi inspira, tot i que sense esmentar-lo directament.

### El segrest de Christophe Mérieux
Alguns membres de la banda són sospitosos d'haver participat, el 9 de desembre de 1975, en el segrest del nen Christophe Mérieux, de nou anys, el pare del qual era aleshores el principal accionista de l'Institut Mérieux de Lió. La veu de Louis Guillaud, «la Carpe», fou reconeguda per la policia en una gravació telefònica i fou condemnat a 20 anys per aquest delicte. Mentre investigava el segrest, la policia també va trobar les empremtes dactilars de Jean-Pierre Marin (també sospitós d'haver participat en l'assassinat del jutge Renaud), qui va ser mort a trets durant la seva detenció el 1976.
El nen fou alliberat després que el seu pare pagués 15.000.000 de francs nous als segrestadors (que n'havien demanat vint, però n'oblidaren cinc al seient del cotxe del pare al moment del lliurament del rescat).

## A la cultura popular
La banda dels lionesos va tenir un fort impacte en l'opinió pública francesa a la dècada del 1970, ja que va tornar a posar d'actualitat un clima de crim organitzat que s'havia calmat després de la dècada del 1950.

### Televisió
- El 1980 es va estrenar La Traque, una minisèrie de quatre capítols de Philippe Lefebvre, amb Gérard Lanvin en el paper de cap de la banda.

### Cinema
- El 23 de novembre de 2011 es va estrenar la pel·lícula Les Lyonnais d'Olivier Marchal a la regió Roine-Alps i el 30 de novembre del mateix any a la resta de França. Hi destaca l'actor Gérard Lanvin en el paper de cap (Edmond Vidal).

### Literatura
- Edmond Vidal va publicar el 2011, coincidint amb l'estrena del film Les Lyonnais, una autobiografia titulada Pour une poignée de cerises: Itinéraire d'un voyou pas comme les autres (Éditions Michel Lafon).[23]
- La revista Lyon Capitale va publicar el 2011 el còmic Le Gang des Lyonnais et autres vraies histoires lyonnaises, de Florent Deligia i David Mohammed.[32]